# Doc Severinsen
Carl Hilding "Doc" Severinsen (7 de julio de 1927) es un trompetista de jazz estadounidense que dirigió la Orquesta de la NBC en el programa de televisión The Tonight Show Starring Johnny Carson.

## Biografía
Severinsen nació en Arlington, Oregón, hijo de Minnie Mae (1897–1998) y Carl Severinsen (1898–1972). Fue apodado Doc en honor a su padre, el único dentista en Arlington, que nació en Alemania. El padre de Severinsen tocaba el violín y quería que él también lo tocara, pero Severinsen quería tocar el trombón. Debido a que sus brazos no eran lo suficientemente largos para el trombón y la pequeña tienda de música de Arlington no tenía ninguno disponible, se conformó con la corneta.
Severinsen demostró tener un don para el instrumento e ingresó en la banda de la escuela secundaria con sólo siete años. A los 9, ganó un concurso estatal de trompetas, a los 13, se unió a una banda de estrellas de varios estados y a los 14, hizo una audición para el trompetista Tommy Dorsey, aunque no fue contratado. Inició un cuarteto llamado Blue Notes que actuaba en bailes locales.
Antes de graduarse de la escuela secundaria, fue contratado para salir de gira con la Orquesta Ted Fio Rito. Tras graduarse, se fue de gira con Charlie Barnet, Tommy Dorsey y Benny Goodman. Sirvió en el Ejército durante la Segunda Guerra Mundial. Tras la contienda, se unió a la banda de Sam Donahue entre 1946 y 1951. En 1946, tocó la trompeta en la estación de radio KODL.

## Carrera televisiva
En 1949, Severinsen consiguió un trabajo como músico de estudio para la NBC, donde acompañó a Steve Allen, Eddie Fisher, Dinah Shore y Kate Smith, y fue miembro de la banda original de Tonight Starring Steve Allen, siendo solista en el tema de cierre. Dejó el programa de Allen en 1957. El líder de The Tonight Show Band, Skitch Henderson, le pidió que regresara como trompetista de primera silla en 1962 para lo que se había convertido en The Tonight Show Starring Johnny Carson, y cinco años más tarde Severinsen estaba al frente de la banda.
Bajo la dirección de Severinsen, The Tonight Show Band, al estilo de NBC Orchestra, se convirtió quizás en la big band más conocida de Estados Unidos. Severinsen se convirtió en uno de los directores de orquesta más populares, apareciendo casi todas las noches en televisión. Dirigió la banda durante los comerciales y mientras se presentaban los invitados. Bromeó con Johnny Carson, el presentador del programa, y desarrolló el divertido hábito de usar ropa llamativa.
El programa presentó un segmento cómico "Stump the Band" en el que los miembros de la audiencia gritaban los títulos de canciones  para ver si la banda podía tocarlas. Severinsen a menudo gritaba "clave de Mi", su señal para que la banda tocara un tema sin sentido con sabor a música country.
Severinsen sustituyó a Ed McMahon en ocasiones cuando Ed estaba ausente como locutor y compañero de Carson. Por lo general, asumió este papel cuando el programa presentaba un presentador invitado, lo que se volvió cada vez más frecuente durante los últimos años del programa. Tommy Newsom solía ser el director suplente de la banda cuando Severinsen no estaba en el programa o reemplazaba a McMahon. El papel de compañero se omitió del programa cuando Leno fue el anfitrión invitado (se suspendió por completo después de que Jay Leno reemplara a Carson de forma permanente). Mientras que Leno fue el anfitrión invitado de Carson, Severinsen normalmente presentaba a Leno y dirigía la banda mientras interactuaba con él de manera similar a sus interacciones con Carson y McMahon.
Steverinsen continuó como líder de la banda hasta el retiro de Carson en mayo de 1992. Junto con Tommy Newsom y Ed Shaughnessy aparecieron en el episodio del 31 de enero de 2005 de Late Show con David Letterman interpretando Here's That Rainy Day en honor a Johnny Carson, quien había muerto el 23 de enero de ese mismo año. Apareció en el Tonight Show de Jimmy Fallon en febrero del 2015 cuando el programa se emitió durante una semana desde Los Ángeles.
Durante las décadas de 1970 y 1990, Severinsen también hizo apariciones en Rowan & Martin's Laugh-In, Bonanza, The Bionic Woman, Cheers y The Larry Sanders Show, entre otros.

## Carrera discográfica
A principios de la década de 1960, Severinsen comenzó a grabar álbumes de big band y para más tarde enfocarse en la música pop instrumenta. En la década de 1970 grabó jazz funk y disco, publicando éxitos con "Night Journey" y "I Wanna Be With You". Lanzó un álbum con el grupo de jazz fusión Xebron en 1985. Durante el año siguiente, grabó The Tonight Show Band con Doc Severinsen, que ganó el premio Grammy a la mejor interpretación de un gran conjunto de jazz. Después de que Carson se retirase en 1992, realizó una gira con algunos de los miembros de la banda, incluidos Conte Candoli, Snooky Young, Bill Perkins, Ernie Watts, Ross Tompkins y Ed Shaughnessy.
Severinsen actuó con bandas de la escuela secundaria, en particular en la década de 1970 con John Hersey High School Bands de Don Caneva, que grabó cuatro álbumes.
Interpretó el Himno nacional de Estados Unidos en al menos tres transmisiones televisadas a nivel nacional; en la Super Bowl IV de 1970, en el previo al combate de boxeo ente Marvin Hagler y Thomas Hearns en 1985 y en el All Star de la Liga de Béisbol de 1989, donde también interpretó " O Canada ". 
A Severinsen se le atribuye haber coescrito la exitosa canción " Stop and Smell the Roses " con Mac Davis, aunque ambas partes están de acuerdo en que a Severinsen solo se le ocurrió el título.

## Dirección y docencia

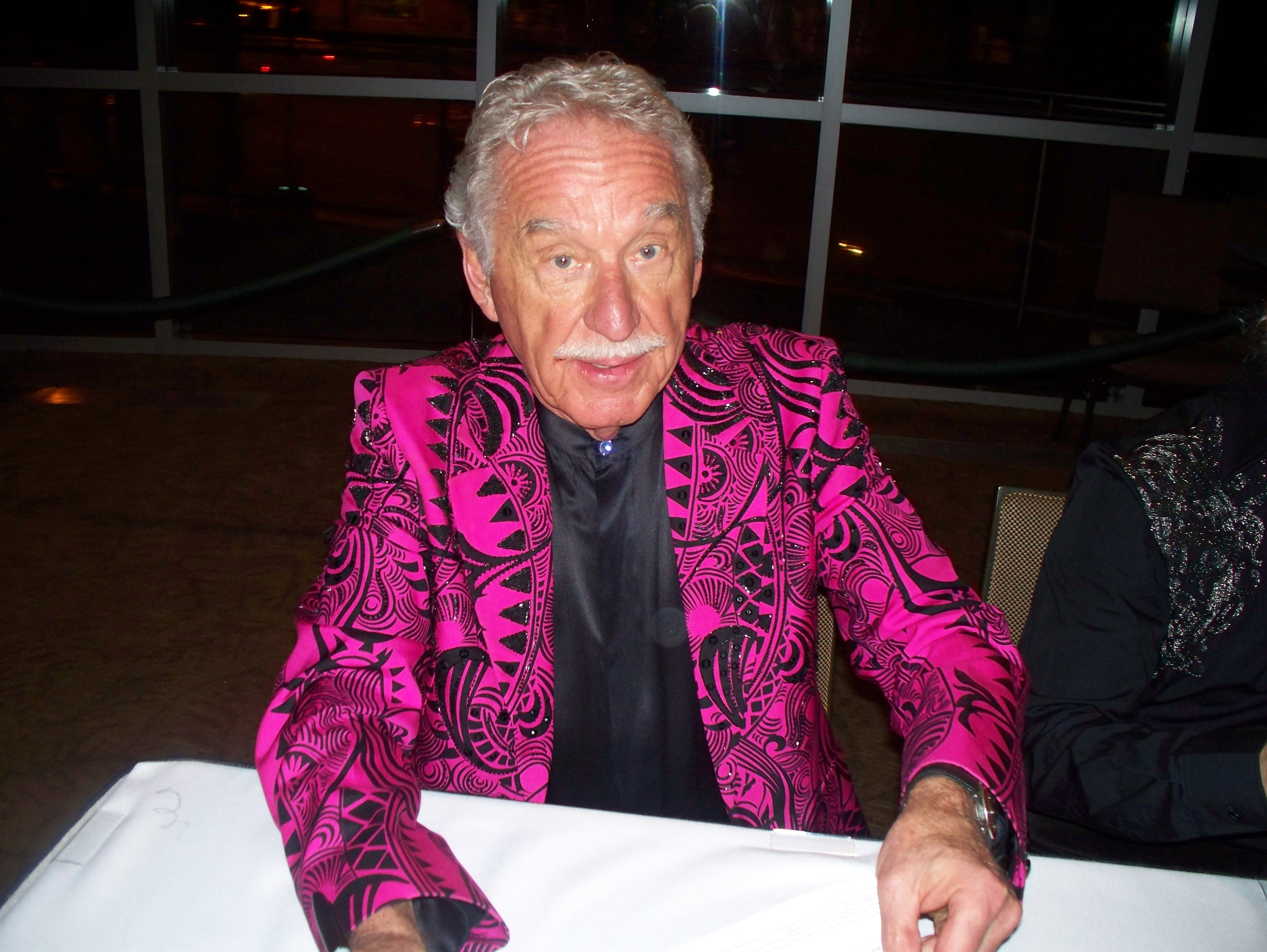
Doctor Severinsen en 2009

Severinsen fue el principal director de varias orquestas en Estados Unidos a lo largo de toda su carrera musical. En 1983 asumió la dirección de la Orquesta Sinfónica de Phoenix. Luego ocupó cargos similares con la Orquesta Filarmónica de Buffalo, la Orquesta Sinfónica de Milwaukee y la Orquesta de Minnesota.
Se retiró de la dirección en 2007 y fue nombrado Director Emérito de Pops en Milwaukee y Laureado de Director de Pops en Minnesota. Severinsen también fue nombrado profesor invitado distinguido de música y Presidente Katherine K. Herberger Heritage para artistas visitantes en la Escuela de Música de la Universidad Estatal de Arizona en 2001 y 2002. 
En 2014, fue incluido en el Salón de la Fama Escandinavo-Americano.
Severinsen realizó su concierto final, acompañado de su grupo San Miguel 5, el 1 de septiembre de 2022, en Saratoga Springs (Nueva York).

## Vida personal

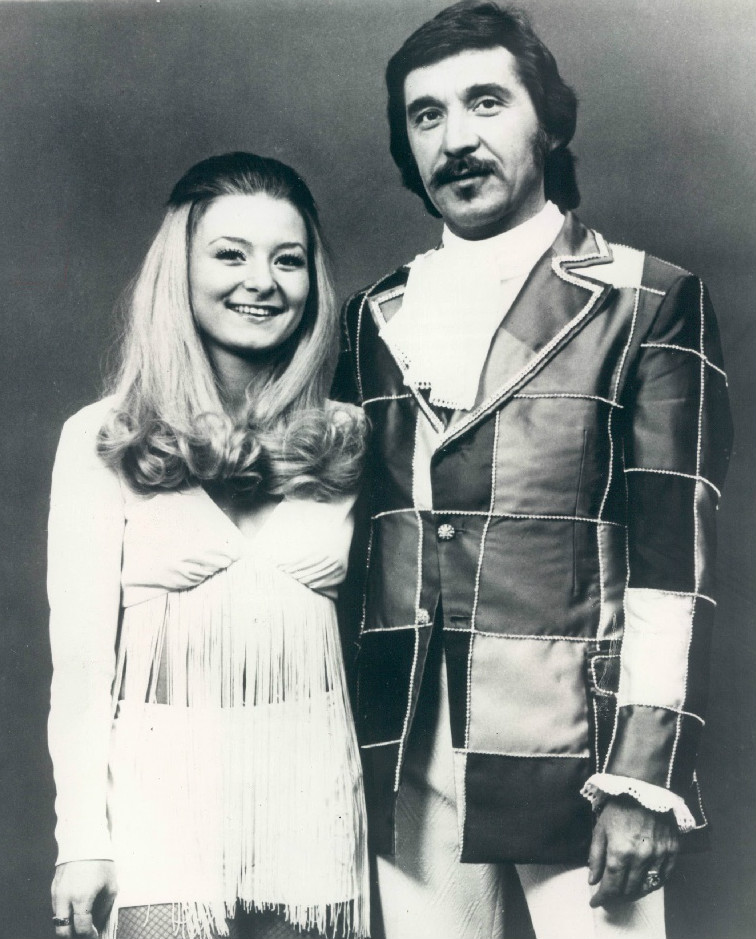
Severinsen con su hija Nancy, en 1974. Nancy era parte de un grupo vocal llamado "Today's Children" que a menudo actuaba con él.

Severinsen se casó con Jane Simpson Frazer el 23 de junio de 1949. Tuvieron cuatro hijos. Tras divorciarse, se casó con Evonne Nyman el 7 de agosto de 1964. Tuvieron un hijo y se divorciaron en 1976.
En 1980, se casó con Emily Marshall (fallecida en 2023), que era guionista y productora de televisión. Se conocieron cuando ella trabajaba como secretaria del productor de The Tonight Show, Fred de Cordova. Se divorciaron en 2006.
Los hijos de Severinsen son Nancy, Cindy, Allen, Robin y Judy. Tiene ocho nietos, incluidos Blaire y Gray Reinhard, que escriben e interpretan música rock juntos en varias encarnaciones como Curtis & Reinhard y Blaire Reinhard Band.

## Discografía
- A String of Trumpets (Everest, 1960) con Billy Mure
- Tempestuous Trumpet (Command, 1961)
- The Big Band's Back in Town (Command, 1962)
- Torch Songs for Trumpet (Command, 1963)
- High, Wide & Wonderful (Command, 1965)
- Fever! (Command, 1966) (Pop No. 147)
- Command Performances (Command, 1966) (Pop No. 133)
- Live!: The Doc Severinsen Sextet (Command, 1967)
- Swinging & Singing (Command, 1967)
- The New Sound of Today's Big Band (Command, 1967)
- The Great Arrival (Command, 1968)
- Doc Severinsen & Strings (Command, 1968)
- Doc Severinsen's Closet (Command, 1970)
- Brass Roots (RCA Victor, 1971) (Pop No. 185)
- Brass on Ivory (RCA Victor, 1972) (Pop No. 74) con Henry Mancini
- Doc (RCA Victor, 1972)
- Brass, Ivory & Strings (RCA Victor, 1973) (Pop No. 185) con Henry Mancini
- Rhapsody for Now! (RCA Victor, 1973)
- Trumpets & Crumpets & Things (ABC, 1973)
- Night Journey (Epic, 1976) (Pop No. 189)
- Brand New Thing (Epic, 1977)
- Live from Beautiful Downtown Burbank Tommy Newsom Featuring Doc Severinsen (Direct Disk Labs, 1978)
- Doc Severinsen and Friends (Everest, 1978)
- London Sessions (Firstline, 1980)
- Seductive Strings Featuring Doc Severinsen (Bainbridge, 1980)
- Doc Severinsen Plays Modern Trumpet Concertos (Firstline, 1981)
- And Xebron (Passport, 1985)
- Episodes (Pro-Arte, 1986)
- Ja-Da (MCA, 1986)
- The Tonight Show Band with Doc Severinsen (Amherst, 1986) (Pop No. 65)
- The Tonight Show Band with Doc Severinsen, Vol. II (Amherst, 1988)
- Facets (Amherst, 1988)
- The Big Band Hit Parade (Telarc, 1989)
- Trumpet Spectacular (Telarc, 1990)
- Once More...With Feeling! (Amherst, 1991)
- Merry Christmas from Doc Severinsen and The Tonight Show Orchestra (Amherst, 1991) (Pop No. 171)
- Unforgettably Doc (Telarc, 1992)
- Good Medicine (Bluebird/RCA, 1992)
- Lullabies and Goodnight (Critique, 1992)
- Two Sides of Doc Severinsen (The Right Stuff, 1993)
- Swingin' the Blues (Azica, 1999)
- El Ritmo De La Vida (Tejate, 2009) con Gil Gutierrez and Pedro Cartas
- En Mi Corazon (Tejate, 2010) con Gil Gutierrez y Pedro Cartas
- From the Archives (Essential Media Group, 2012)
- Oblivion (CD Baby, 2014)[19]